# اوروس (کوه)
اوروس (به اسپانیایی: Urus) یک کوه در پرو است که در Peru, Ancash Region واقع شده‌است. اوروس ۵٬۴۲۳ متر بالاتر از سطح دریا واقع شده‌است.